# Aaron White
Aaron White (* 10. September 1992 in Strongsville, Ohio) ist ein US-amerikanischer Basketballspieler. Seine erste Saison als Profi absolvierte er in Deutschland bei den Telekom Baskets Bonn.

## Karriere
Seine basketballerische Ausbildung erhielt White von 2011 bis 2015 an der University of Iowa. In seiner Abschlusssaison mit den Iowa Hawkeyes in der US-amerikanischen College-Liga NCAA erzielte er durchschnittlich 16,4 Punkte und 7,3 Rebounds pro Spiel.
Beim NBA-Draft 2015 wurde White an 49. Stelle von den Washington Wizards ausgewählt. Er soll aber zunächst ein Jahr in Übersee verbringen.
White spielte in der Saison 2015/16 seine erste Profi-Saison für die Telekom Baskets Bonn in Deutschland. Nach dem sportlich enttäuschenden Abschneiden der Bonner in der Spielzeit 2015/16 erhielt White frühzeitig kein neues Vertragsangebot des Bundesligisten. Für die Baskets erzielte White durchschnittlich 13,4 Punkte und 5,7 Rebounds pro Spiel, womit er Topscorer der Mannschaft war.
Zur Saison 2016/2017 schloss sich White BK Zenit Sankt Petersburg an und unterzeichnete einen Vertrag bis 2017. Nach der Saison wechselte White nach Litauen zu Žalgiris Kaunas und 2019 nach Italien zu Olimpia Milano. Im Januar 2020 wechselte er nach Spanien zu CB 1939 Canarias. In der Saison 2020/21 stand er bei Panathinaikos Athen unter Vertrag und konnte neben der griechischen Meisterschaft auch den nationalen Pokalwettbewerb gewinnen.